# California Jam

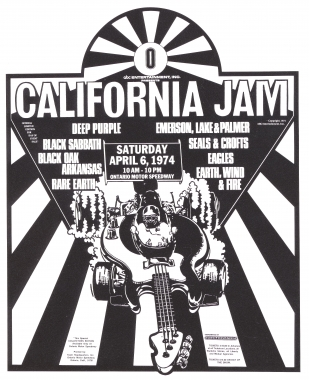
California Jam 1974 Poster

California Jam, kurz Cal Jam, war ein Rockfestival, das am 6. April 1974 auf der ehemaligen Rennstrecke Ontario Motor Speedway in Ontario, Kalifornien, USA, stattfand. Es traten acht Bands auf, Headliner waren Deep Purple und Emerson, Lake and Palmer.

## Hintergrund
Das Festival wurde von ABC Entertainment produziert. Als Veranstalter fungierte Pacific Presentations aus Los Angeles. Es wurden 250.000 Tickets verkauft (10 US-Dollar im Vorverkauf, 15 an der Kasse), wodurch das Festival eines der finanziell erfolgreichsten seiner Zeit wurde. Die Schätzungen der tatsächlichen Zuschauerzahl gehen bis zu 400.000. Gleichzeitig galt das Festival als dasjenige mit der bis dahin lautesten Soundanlage.
Das Ereignis wurde teilweise US-weit im Radio und Fernsehen übertragen. Deep Purple (erstmals in der Besetzung Mark III) verzögerten ihren Auftritt im ansonsten pünktlich ablaufenden Zeitplan, um bei Sonnenuntergang zu spielen. Ihr Gitarrist Ritchie Blackmore wütete gegen Ende des Auftritts, zerstörte mehrere Gitarren und Verstärker und beschädigte eine der Fernsehkameras. Es gab eine Explosion und auf der Bühne brach Feuer aus, das jedoch bald wieder gelöscht war. Deep Purple verließ das Konzertgelände mit dem Hubschrauber, um einer möglichen Konfrontation mit Ordnungskräften und dem Veranstalter zu entgehen. Der angerichtete Schaden wurde vom Bandmanagement beglichen.
Keith Emerson spielte beim abschließenden Auftritt auf einem zeitweise etliche Meter über dem Boden schwebenden Flügel, inklusive Überschlag. Bei den Eagles ersetzte Jackson Browne den abwesenden Gitarristen Don Felder, dessen Frau ihr erstes Kind erwartete.

## Aufgetretene Bands
In der Reihenfolge ihrer Auftritte:
- Rare Earth
- Earth, Wind and Fire
- Eagles mit Jackson Browne
- Seals & Crofts
- Black Oak Arkansas
- Black Sabbath
- Deep Purple
- Emerson, Lake and Palmer

## Nachwirkung
Im Unterschied zu anderen Festivals wie Woodstock war kein Film oder Album zum Cal Jam vorgesehen. Dennoch gibt es, neben Bootlegs, die Fernsehaufnahmen insbesondere des Deep-Purple-Auftritts. Daraus entstand die CD California Jamming und die DVD Live in California. Emerson, Lake and Palmer zeigen auf ihrer DVD Beyond the Beginning einen Teil ihres Auftritts beim Cal Jam.
Am 18. März 1978 fand an gleicher Stelle das California Jam II statt. Es traten auf: Ted Nugent, Aerosmith, Santana, Dave Mason, Foreigner, Heart, Bob Welch, Stevie Nicks und Fleetwood Mac, Mahogany Rush sowie Rubicon.
Kuratiert von Dave Grohl fand am 7. Oktober 2017 das Festival Cal Jam 17 im Glen Helen Regional Park in San Bernardino, Kalifornien statt. Headliner waren, neben den Foo Fighters, Queens of the Stone Age und The Kills.
Cal Jam 18 wurde am 6. Oktober 2018 ebenfalls auf Initiative und Mitwirkung der Foo Fighters und wiederum in San Bernardino an gleicher Stelle veranstaltet. Weiter Hauptacts waren in diesem Jahr Iggy Pop und Tenacious D. Dabei spielten die verbliebenen Mitglieder der Band Nirvana sechs ihrer Songs, wobei John McCauley und Joan Jett die Gesangsparts übernahmen.